# Список умерших в 1018 году

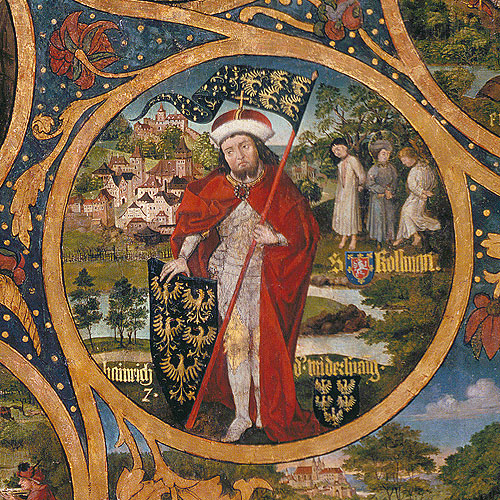
Генрих I Сильный

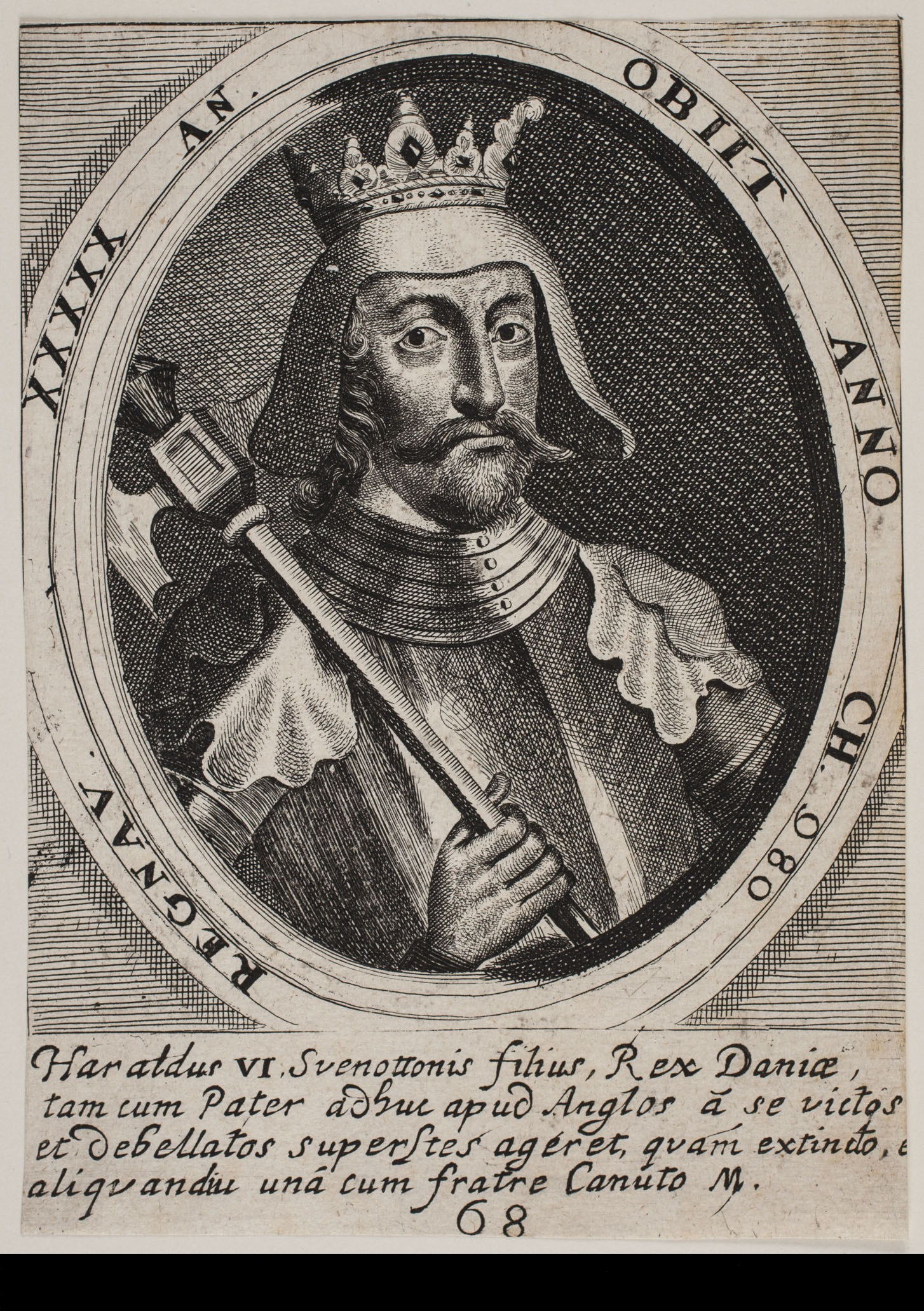
Харальд II

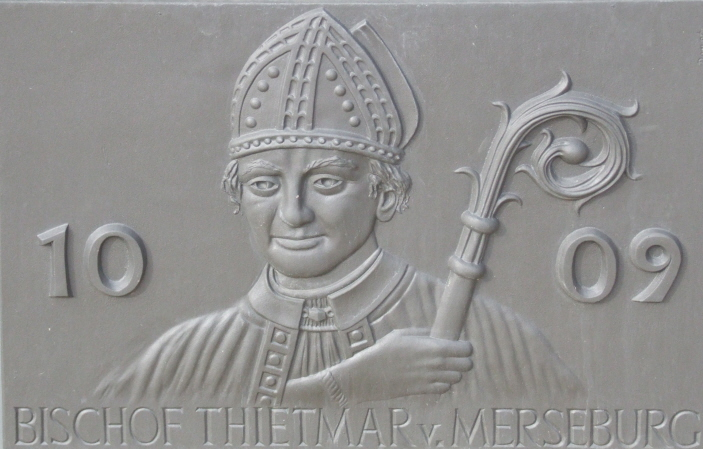
Титмар Мерзебургский

В этой статье представлен список известных людей, умерших в 1018 году.
См. также: Категория:Умершие в 1018 году

## Февраль
- 25 февраля — Арнольфо II да Арсаго[англ.] — архиепископ Милана (988—1018)

## Март
- 22 марта — Али ан-Насир — халиф Кордовы (1016—1018), убит.

## Май
- 16 мая — Ламберт[нем.] — епископ Констанца (995—1018)
- Гильом II Благочестивый — граф Прованса (993—1018), погиб в бою

## Июль
- 29 июля — Балдерик II[нем.] — князь-епископ Льежа с1008 года

## Август
- 21 августа — Генрих I[нем.] — епископ Лозанны (985—1018)

## Ноябрь
- 14 ноября — Генрих I фон Ротенбург[нем.] — епископ Вюрцбурга (995—1018)

## Декабрь
- 1 декабря — Титмар Мерзебургский — немецкий хронист

## Дата неизвестна или требует уточнения
- Абд ар-Рахман IV — халиф Кордовы (1018), убит.
- Айдан ап Блегиврид — король Гвинеда и Поуиса (1005—1018), погиб в бою.
- Генрих I Сильный — маркграф Австрии (Восточной марки) (994—1018).
- Герлах[нем.] — граф Лангау (1003—1018)
- Дарази, Мухаммед бен Исмаил Наштакин ад-Дарази — один из основателей религии друзов
- Драгомир Хвалимирович — правитель Травунии и Захумья (ок. 1000—1018)
- Иван Владислав — царь Болгарии (1015—1018), погиб в бою.
- Каделл ап Эйнион — король Дехейбарта (1005—1018)
- Харальд II — король Дании (1014—1018)
- Эдвин ап Эйнион — король Дехейбарта (1005—1018)
- Эоган II Лысый — король Стратклайда (997—1018), погиб в бою.